# روبرت زيمر
روبرت زيمر (بالإنجليزية: Robert Zimmer)‏ هو رياضياتي أمريكي، ولد في 5 نوفمبر 1947 في نيويورك في الولايات المتحدة.

## وصلات خارجية
- روبرت زيمر على موقع إن إن دي بي (الإنجليزية)